# أرنسنوفيس
أرينسنوفس (باللغة المصرية: إري حمس نفر، "الرفيق الجيد" أو حرفيا "صاحب الصحبة الحسنة") هو إله من مملكة كوش.
في مملكة كوش القديمة، ظهر لأول مرة في المصورات الصفراء في القرن الثالث قبل الميلاد. انتشرت عبادته إلى الجزء الذي كانت تسيطر عليه مصر من كوش في الفترة البطلمية (305-30 قبل الميلاد). دوره الأسطوري غير معروف؛ كان يصور كأسد وأحيانًا كإنسان مع تاج من الريش وأحيانًا برمح.
كان أرينسنوفس يُعبد في فيلة، حيث كان يُطلق عليه "رفيق" الإلهة المصرية إيزيس، وكذلك في دندور. في الدين المصري القديم، قام المصريون بمضاهاته مع آلهتهم أنحور وشو.